# 긴발톱두더지쥐
긴발톱두더지쥐 또는 발디비아긴발톱쥐(Geoxus valdivianus)는 비단털쥐과 목화쥐아과에 속하는 설치류의 일종이다. 아르헨티나와 칠레의 발디비아 온대 우림과 마젤란 아극지 숲에서 발견된다. 긴발톱두더지쥐속 (Geoxus)의 유일종이다. 분자생물학 정보에 의하면 근연종은 피어슨긴발톱쥐(Pearsonomys annectens)이다.

## 특징
긴발톱두더지쥐는 땃쥐를 닮은 작은 설치류로 짧은 꼬리를 갖고 있으며, 전체 몸길이가 약 14cm이다. 몸이 방추형으로 되어 있어서 제한된 공간에서 몸을 움직이고 돌릴 수 있다. 털은 짧고 부드러우며, 진한 올리브 갈색부터 검은색을 띠며 불그스레한 갈색을 띠기도 한다. 주둥이는 뾰족하고 눈과 귀는 작다. 발은 크고 발톱이 발가락보다 크다.

## 분포 및 서식지
남아메리카 남단의 토착종이다. 분포 지역은 모카 섬과 칠로에섬을 포함하여 아르헨티나 남부 지역부터 마젤란 해협까지이다. 서식지는 분포 지역의 남부너도밤나무와 사세고타에아 콘스피쿠아, 대나무 숲과 덤불 초원, 늪, 저습지이다. 서식 높이는 해수면부터 수림한계선 사이이다.

## 습성
긴발톱두더지쥐는 땅을 파고, 쓰러진 나무 근처와 울창한 덤불 속 통로로 움직인다. 주로 야행성 생활을 하며, 지렁이와 기타 작은 무척추동물, 보충적으로 식물을 굴 속에 일시적으로 보관한다.

## 보전 상태
긴발톱두더지쥐는 희귀종이지만, 넓은 분포 지역을 가지며 알려진 특별한 위협 요인은 없다. 국제 자연 보전 연맹(IUCN)이 보전 등급을 "관심대상종"으로 분류하고 있다.